# Easton (Pensylwania)
Easton – miasto w Stanach Zjednoczonych, w hrabstwie Northampton, w stanie Pensylwania.

## Klimat
Miasto leży w strefie klimatu kontynentalnego, wilgotnego z gorącym latem, należącego według klasyfikacji Köppena do strefy Dfa. Średnia temperatura roczna wynosi 10,8 °C, a opady 1087,1 mm (w tym 61 cm śniegu). Średnia temperatura najcieplejszego miesiąca – lipca wynosi 23,5 °C, natomiast najzimniejszego stycznia –2,2 °C. Miesiącem o najwyższych opadach jest lipiec o średnich opadach wynoszących 121,9 mm, natomiast najniższe opady są w lutym i wynoszą średnio 68,6.